# Enclaves turcochipriotas
Los enclaves turcochipriotas eran poblaciones segregadas de sus pares grecochipriotas por motivos del conflicto interétnico en la isla de Chipre. Nacen a fines de la década de 1950, a partir de la guerra de la independencia y se incrementan a inicios de la de 1960 como resultado de la lucha intercomunal que comenzó por motivo del fracaso del país bicomunal (ver conflicto de Chipre) pero sus raíces son muy anteriores.
Estos enclaves estaban esparcidos por toda la isla, sin un patrón geográfico determinado más allá que se conformaron sobre localidades donde ya existía una mayoría turca. Fueron fortificados, puestos bajo el control militar y tuvieron  una administración turcochipriota de hecho.

## Historia
En el año 1891, el 43 por ciento (346) de los pueblos de Chipre eran aldeas mixtas. El auge del nacionalismo griego tanto en Grecia como en Chipre junto a una identificación cada vez mayor con la idea de una Gran Grecia (Enosis) y el creciente conflicto entre ese país y Turquía después de la Primera Guerra Mundial enmarcan la situación de creación de los enclaves. 
El porcentaje bajó al 36% (252) de 1931. Con el aumento de la campaña cada vez más violenta para la Enosis y la consecuente campaña separatista turca, el porcentaje de pueblos mixtos (bicomunales) cayó a 18% (98) en 1960. En 1970, esta proporción había bajado de nuevo al 10% (48). Actualmente, existe una sola aldea mixta (Pyla).
Agregando estadísticas, se puede dimensionar el problema observando que, para fin de 1964, los turcochipriotas habían abandonado 136 villas de las 226 que ocupaban en 1960. Entre los años 1964/74 retornaron solo a un puñado de ellos. En diciembre de 1964, los enclaves cubrían sólo el 1,5 % de la superficie de la isla con 59.000 habitantes de los cuales 13.600 eran refugiados.

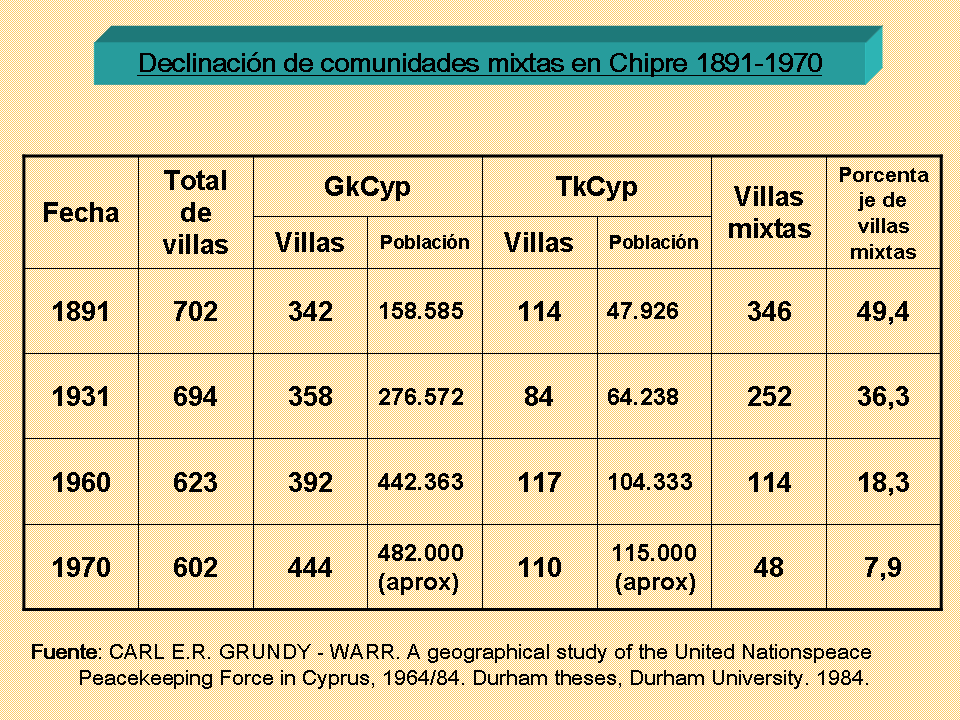
Evolución de las villas mixtas en Chipre entre 1891 y 1970.

Los movimientos de refugiados más extendidos tuvieron lugar en enero de 1964, tras los bloqueos de carreteras por parte del Gobierno de Chipre. El 51% de todos los pueblos finalmente evacuados, lo fueron a fin de agosto de 1964 (6443 personas). Febrero representó el 18% del total de villas abandonadas (2785 personas) por los turcochipriotas. Cinco aldeas (977 personas) fueron evacuadas en los meses de marzo y mayo y, por último, seis aldeas y 837 personas lo fueron a principios de agosto.
Debido a esa migración de personas, la minoría turca fue la más perjudicada ya que se debió refugiar en los denominados enclaves, protegidos por las fuerzas turcas en la isla (KTKA / TOURDYK) o por la organización turcochipriota TMT. En total, se establecieron 39 enclaves de diferentes tamaños. La concentración de esta comunidad dentro de áreas sitiadas obligó a los líderes turcochipriotas a establecer su propia administración local. Esto les permitió percatarse de la ventaja de controlar su propia población, más allá de la protección lograda, al transformarla en un paso para una eventual partición. Estas autoridades gobernaron con mano de hierro, autorizando pocos contactos con la otra comunidad.
El liderazgo de los enclaves se caracterizaban por una mezcla de administración civil y militar. En la primavera de 1964, la Cámara Comunitaria Turca fue sustituida por el Comité General compuesto por miembros en su minoría turca del Consejo de Ministros de la Cámara de Representantes y el Poder Judicial. Encabezada por el vicepresidente Dr. Fazil Kucuk, el Comité General actuaba como órgano ejecutivo y representante de la comunidad turca en Chipre. En los grandes asentamientos (barrios turcos de la ciudad), oficiales del Ejército Turco se ocupaban de los asuntos militares, mientras que los asuntos civiles estuvieron a cargo del Comité General. La vida enclave era la expresión de su deseo de autogestión de sus propios territorios. En consecuencia, los turcochipriotas establecieron un estado dentro de un estado con un ejército regular (fuerza Mujahideen), policía, poder judicial, sistema impositivo y escuelas.

## La vida dentro de los enclaves
Luego de los conflictos intercomunales de los años 1963 y 1964, que dieron origen a UNFICYP, la vida en los enclaves era sumamente difícil. Los turcochipriotas llegan a tener 25.000 refugiados mientras que 103 aldeas (tanto totalmente turcas o mixtas) fueron destruidas como consecuencia de la escalada de violencia. La causa principal de la expulsión en masa fue el temor a los ataques griegos, el hostigamiento, los secuestros u homicidios perpetrados a sus pueblos o en las inmediaciones. Aproximadamente el 30/40% de la tierra de propiedad turca fue abandonada. Según Informe del Secretario General de las Naciones Unidas las propiedades abandonadas fueron o confiscadas o saqueadas por las fuerzas irregulares griegas. En dicho informe se agrega que la comunidad turca también fue privada de sus ingresos por la pérdida de salarios de más de 4.000 personas que estaban empleadas por el Gobierno de Chipre en empleos públicos o privados.
A medida que el conflicto comenzó a extenderse, los refugiados se fueron hacinando en asentamientos. Varios campos de refugiados para gente desplazada se fueron establecidos para recibirlos. Estos dependían del apoyo de organizaciones internacionales, de la administración turcochipriota o de la Media Luna Roja turca.
Para defender las zonas controladas, los turcochipriotas colocaron barreras en los caminos y construyeron trincheras, posiciones fortificadas y emplazamientos protegidos por bolsas de arenas. En torno a esas posiciones, las fuerzas gubernamentales instalaron sus propias posiciones y barreras. Las posiciones militares así enfrentadas, ocupadas por hombres armadas y separadas por una distancia a veces de 50 metros, creaban situaciones de constante peligro. Para mantener la paz, UNFICYP se desplegaba entre ambos bandos.
El presidente Makarios, luego del Enfrentamiento de Kokkina, determinó el bloqueo de los enclaves de Nicosia, Lefka, Limnitis y Kokkina. El 5 de septiembre, la medida se extendió a los enclades de Famagusta y Lárnaca. De esta manera, la libre circulación estaba prácticamente impedida, no había servicio de correo ni telefónico, el abastecimiento de luz y agua fueron interrumpidos, los pagos de pensiones detenidos, los registros de nacimientos o muertes impedidos, la entrega de pasaportes denegados, etc. Los disparos eran frecuentes.
El gobierno de la isla, en manos de los grecochipriotas desde que su contraparte se retirara por los hechos de 1963, decretó un bloqueo económico consistente en la negación de ingreso a los enclaves de productos que pudieran tener algún empleo militar como ser repuestos de automotores y de materiales de construcción. Asimismo, los habitantes de los enclaves pasaron a ser víctimas de permanente acoso y violencia militar. La lista de materiales prohibidos por el gobierno al 7 de octubre de 1964 eran:
| - Acumuladores - Nitrato de amonio - Hierro en ángulo - Piezas de repuesto para automóviles - Bolsas - Cables - Red de camuflaje - Cartuchos para fusil | - Cemento - Aparatos de prueba de circuitos (galvanómetros) - Granalla de metal - Piedra triturada - Detonadores eléctricos - Espoletas - Explosivos - Combustibles en grandes cantidades | - Estacas de hierro - Barras y varillas de hierro - Tela caqui - Detectores de minas - Receptores de radio - Fusibles de seguridad - Arena - Plancha de acero, gruesa | - Clavos para botas - Azufre - Teléfonos - Tiendas y material para tiendas - Madera de construcción - Neumáticos - Alambre, inclusive alambre de púas - Cortadores de alambre - Ropa de lana (si puede utilizarse con fines militares) |

De esa manera, el gobierno chipriota esperaba llevar a la mesa de negociaciones a la comunidad turca como opción a disminuir la presión que se ejercía sobre ellos.
Sin embargo, la segregación no solamente provenía de los grecochirpriotas sino también de los propios turcochipriotas que impedían el retorno de sus pares a las aldeas donde los griegos tuvieran la voluntad de aceptarlos. Lo mismo sucedía con la venta de las propiedades que habían abandonado definitivamente debido a la violencia. Es así que la población pasó a formar parte de una campaña para poner fin a toda cooperación social, política y económica con los grecochipriotas y de la hostilidad de los paramilitares propios que estaban decididos a preservar el control de sus pares como parte de un plan para separar a ambas comunidades y crear las condiciones para una partición de la isla a lo largo de líneas étnicas.
Durante los períodos más restringidos del bloqueo, era UNFICYP la que debía aliviar los sufrimientos a través de custodias de convoyes de alimentos. Las condiciones se atemperaron luego de los incidentes de 1967 (Kophinou), momento en que Turquía amenazó con invadir la isla.

## Listado de enclaves
Si bien fueron variando su cantidad desde la independencia de Chipre hasta la invasión turca (Operación Atila), los principales enclaves fueron los que más abajo se listan. Sin embargo se debe tener en cuenta que no hay coincidencia en la bibliografía ya que Naciones Unidas lista solo los que podían ejercer inconvenientes desde el punto de vista de su función que era mantener la paz.
- Lefka (Lefke)
- Kokkina (Erenköy)

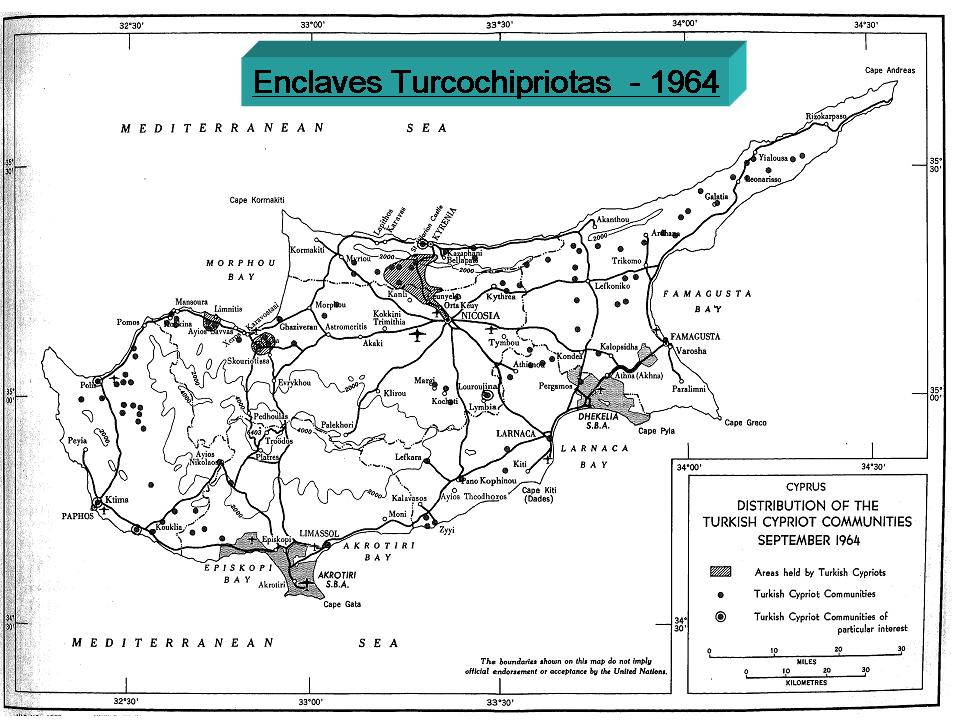
Enclaves turcochirpiotas en 1964

- Norte de Nicosia - Agirda, hasta el paso de Kyrenia.
- Kalvakia - Chatos o Kiados (Serdarlı).
- Kofinou  - Ayios Theodoros (Larnaca)
- Lourojina
- Limnitis (Yeşilırmak)
- Galinoporni - Galateia
- Gaziveran - Angolemi

Se le suman enclaves menores dentro de otras ciudades como sen:
- Barrio turco de Pafos (Mouttalos/Kasaba)
- Barrio turco de Lárnaca
- Barrio turco de Limasol
- Barrio turco de Famagusta (Mağusa/Suriçi)
- Barrio turco de Poli Crysochous

## Enclaves deLefkayLimnitis

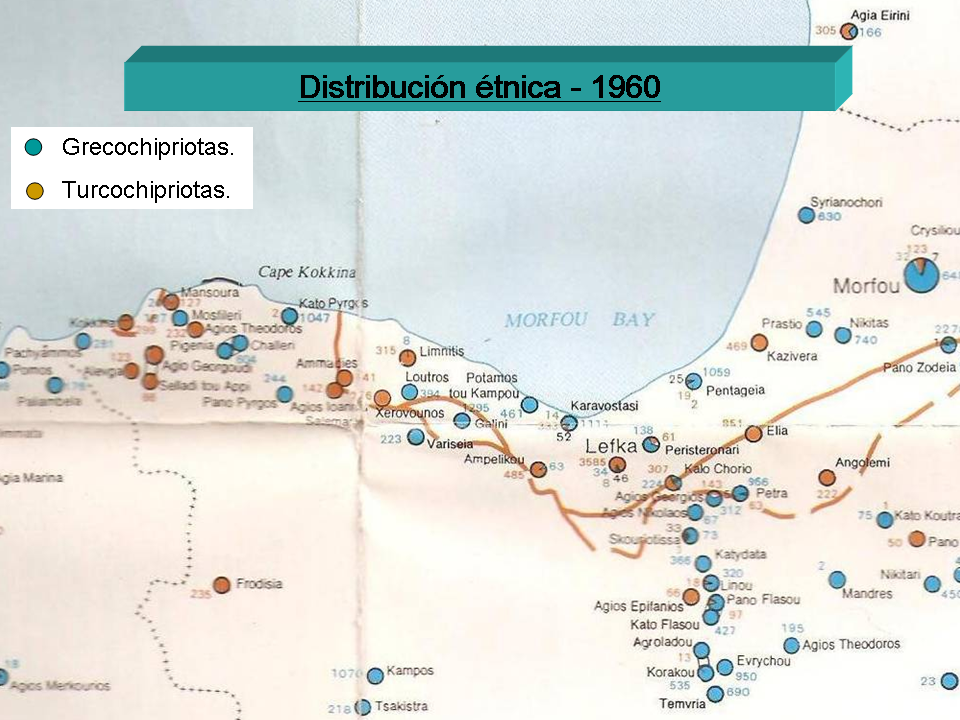
Distribución étnica al oeste de Chipre. Efectuado sobre la base del censo 1960

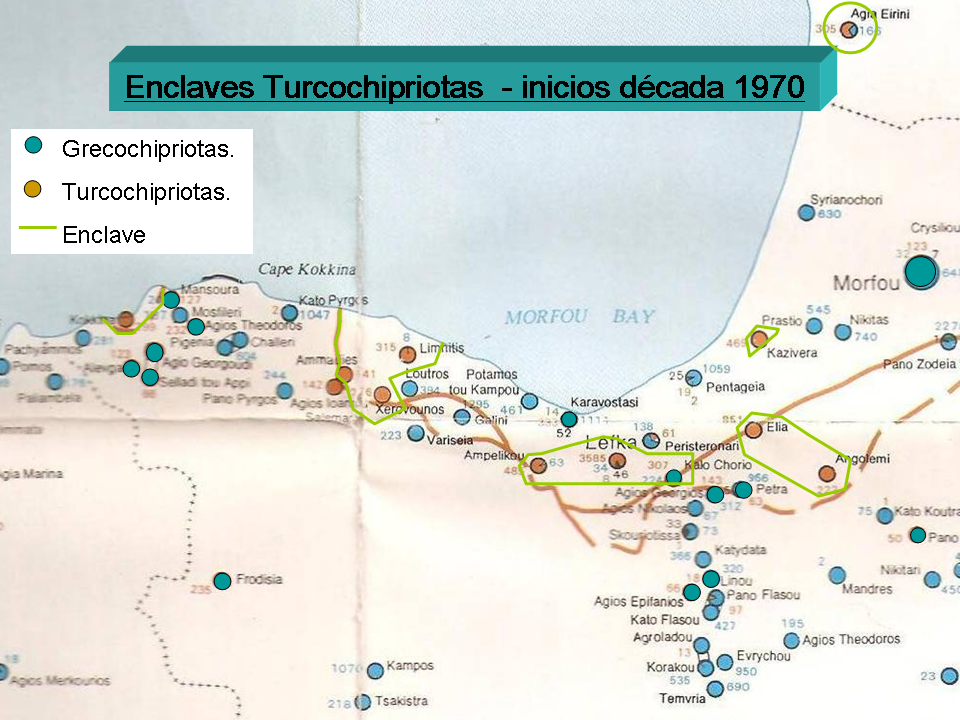
Confeccionado sobre la base del censo de 1960 y los datos aportados por The Road to Bellapais. Pierre Obertling. Social Science Monographs, Boulder. New York. 1982.

Estos eran dos enclaves distintos que, según informes de Naciones Unidas, en algún período se comunicaban por los caminos montañosos protegidos de bosques. Ambos enclaves eran protegidos por un regimiento.
El contingente danés (DANCON) fue el responsable, entre 1964/74, de mantener la paz en estos enclaves juntos con el de Kokkina. Este ocupaba un campo (HQ) en Viking Camp en la localidad de Xeros adyacente a las ruinas de una planta de procesamiento de minerales perteneciente a la Cyprus Mines Corporation. En cuanto a su despliegue, una de sus compañías estaba basada en Limnitis con una sección en Kokkina. En las alturas, rodeando los enclaves al igual que en Selemani, Ambelikou y Gaziveran, el DANCON mantenía puestos para evitar la fricción intercomunal.
El enclave de Lefka comprendía a dicha localidad, a Ampelikou e, intermitentemente, a Kalochorio (Lefkas) junto a Angolemi y Elia más al este. Se destaca un incidente entre tropas turcochipriotas y de la Guardia Nacional de Chipre cuando estas últimas colocaron una compañía en la altura que dominaba Lefka y Ambelikou (Limekiln Hill) y en la que domina Peristeronari en respuesta de trabajos de mejoramientos de caminos que hacía su contraparte con una topadora. Resultaron muertos dos miembros de la Guardia Nacional.
El de Limnitis era integrado por esa localidad junto a Xerovounos con acceso a las aldeas despobladas de Selemani y Amadies (que formalmente no lo constituían). Junto con el de Kokkina, este es un enclave de especial preocupación para los grecochipriotas por ser ambos los únicos que tenían acceso al mar posibilitando el contrabando de armas. Tan es así que el 5 de febrero de 1965, a las 2005, UNFICYP reporta un submarino turco a unos pocos cientos de metros de la costa de la villa (no se observan descargas).
En este último, eran recurrentes los cortes del camino hacia Kato Pyrgos cuyo levantamiento era periódicamente negociado por UNFICYP y los enfrentamientos con la Guardia Nacional. Dentro de sus defensores se encontraban una serie de estudiantes voluntarios. El 22 de enero de 1966, 41 de ellos son evacuados junto a 425 de Kokkina y 46 de Nicosia. Se lo realiza por gestión y bajo la custodia de UNFICYP trasladándolos Xeros, desde donde embarcan rumbo a Turquía en un buque de provisto por Cyprus Mines Corporation.
El inicio de la Operación Atila tuvo repercusión en el enclave. El 20 de julio de 1974, la situación se mantuvo calma a pesar de un disparo de mortero desde Limnitis hacia un puesto grecochipriota. Sin embargo, los civiles Turcochipriotas comenzaron a abandonar esa localidad en dirección a Lefka. El comando del sector de UNFICYP en Xeros recibe 50 extranjeros que buscan refugio en el lugar.
A medida que avanzó el día, la tensión fue en aumento mientras la Guardia Nacional se movilizaba. Pasando el mediodía, las fuerzas turcochipriotas ocuparon la altura de Ambelikou y bloquearon el camino Limnitis - Kato Pyrgos. A las 1700, se inician los disparos en Gaziveran que luego se expanden a los enclaves de Limnitis y Lefka. Al inicio de la noche, la Guardia Nacional comenzó con el fuego de morteros y armas livianas sobre Kokkina. Durante la madrugada vuelve una tensa calma.
- 21 de julio, al amanecer, la Guardia Nacional abrió fuego de artillería, morteros y ametralladoras sobre Lefka. Los disparos siguieron durante todo el día y fueron contestados por los habitantes turcochipriotas, carentes de artillería. La Fuerza Aérea Turca atacó la altura al norte de la ciudad donde se había ubicado la artillería grecochipriota.

Los enclaves de Limnitis y Kokkina recibieron fuego de las posiciones circundantes. Esta presión disminuyó con empleo de napalm en un ataque de la FAT, el que inició incendios forestales.
- 22 de julio, a las 0900, unos 50 extranjeros evacuan el campo de UNFICYP en Xeros, fuente de preocupación porque la Guardia Nacional había ocupado las instalaciones de la Cyprus Mines Corporation, vecina a la base del DANCON. Bajo custodia de UNFICYP, llegan a la WSBA luego de 12 horas de viaje.

- 23 de julio, se inicia calmo. El combate comienza a media mañana cuando la Guardia Nacional de Chipre atacó Limnitis y abrió fuego de artillería y mortero sobre Lefka. En la primera de las localidades, poco antes de las 1600, la Fuerza Aérea Turca atacó las posiciones grecochipriotas por lo que permaneció en poder turcochipriota.

En Lefka el fuego de artillería y mortero continuó durante la tarde. Por ello, el líder local, Sr Erol Bayram, anunció que su localidad quería rendirse pero a través de UNFICYP. Por ello, siendo las 1530 se acuerda un cese al fuego local, a partir del cual la Guardia Nacional ingresa a la localidad. Ambos líderes acuerdan que no se tomarían prisioneros, excepto a militares de Turquía, se trataría correctamente a los turcochipriotas y se entregarían las armas. Esta última fuerza estableció un batallón en la ciudad y, UNFICYP, una compañía en la escuela técnica.
El trato a los derrotados fue bueno. Fueron permitidos sus movimientos dentro de la ciudad libremente y, por un lapso, hacerlo por fuera de Lefka.
- 14 de agosto, fuego de morteros y armas livianas en los alrededores de Kokkina y Limnitis. Un ataque aéreo se realizó sobre la Cyprus Mines Corporation, lindante con el campo de Xeros y otro, por la tarde, sobre Loutros. A las 1740, los daneses logran un cese al fuego local.

- 15 de agosto, un ataque aéreo durante la mañana con napalm rompe el alto al fuego. Durante la tarde, la Guardia Nacional toma 23 prisioneros turcochipriotas de Angolemi y otros 40 de Elea. Al caer el sol, seis aviones turcos atacan Morphou, que ya había sido abandonada.

- 16 de agosto, los fuertes combates alrededor de Limnitis continuaron durante la mañana, sin avance grecochipriota. El puesto comando y elementos de apoyo de las tropas danesas de Xeros, se trasladaron a Lefka junto con la compañía que allí se había establecido el 22 de julio, ya que se encontraba sobre la dirección de avance turca.

Durante la tarde, la Guardia Nacional abandonó Lefka y se retiró parcialmente de Limnitis mientras una fuerza de unos 20 tanques y dos compañías de infantería motorizada entró en la primera mencionada a las 1715.

## Enclave deKokkina
Ver Kokkina y enfrentamiento de Kokkina

## EnclaveNicosia-Geunyeli-Agirda
Durante los enfrentamientos de la Navidad de 1963, muchos turcochipriotas huyeron a la seguridad que ofrecía la zona que luego sería un enclave al norte de Nicosia. La primera ola de refugiados se estimó en 8000 personas, representando un 16% de todas las aldeas evacuadas durante el período 1963 / 64. Unos 7.000 eran de Nicosia y de los asentamientos inmediatos, particularmente de Omorphita (5.126 refugiados), Trakhonas (912), Strovolos y Eylenja (316). Posteriormente, muchos otros provinieron de áreas rurales, cuando la violencia se expandió al interior del país y abandonaron doce aldeas próximas como eran Akaki, Aredhiou, Argaki, Dhenia y Skylloura.
De esta forma, el enclave se constituyó como el mayor de todos, ocupando un espacio comprendido desde el norte de la Línea Verde en Nicosia,  hasta las afueras de la localidad de Kyrenia (Templos), sin alcanzar el mar. Esto lo convertía en el más sensible de todos ya que contenía a los campos del contingente militar turco autorizado por los tratados de la independencia (KTKA), la ruta Nicosia - Kyrenia, una pista de aviación militar cerca de Agirta y el castillo de San Hilarión, el que dominaba el puerto y contenía un centro de comunicaciones con Turquía. La ruta mencionada era asfaltada, de dos carriles, partía de Nicosia pasando por las localidades turcochipriotas de Ortaköy, Geunyeli y Bogaz y atravesaba la llanura ondulada, seca (en verano) y rocosa de Mesaoria.
El enclave estaba protegido por:

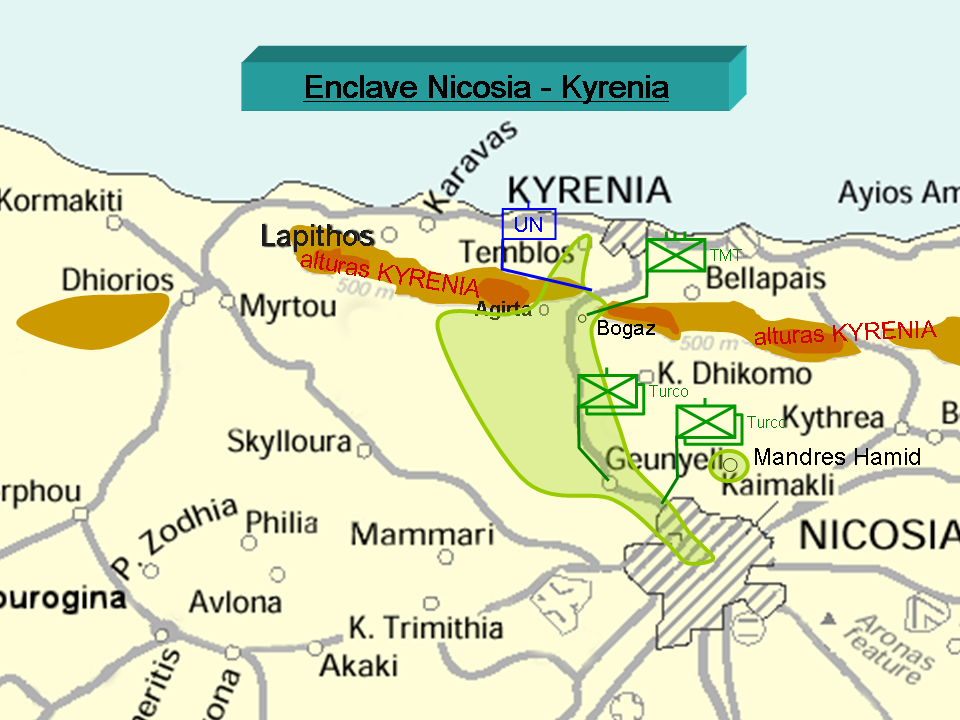
Enclave Nicosia - Kyrenia

- Las fuerzas turcas (KTKA) en la parte sur y en el centro, donde era más vulnerable. Al inicio de las luchas que comienzan en diciembre de 1963, el contingente turco (450 hombres) abandonó su cuartel ubicado al norte del Aeropuerto de Nicosia, próximo al del ELDYK y ocupó posiciones en Geunyeli y Ortaköy. Esas posiciones se mantendrán hasta la invasión del año 1974.

- Fuerzas turcochipriotas (TMT, al norte del enclave y sobre la línea verde. Las fuerzas locales del TMT constituían:[4]
  - un regimiento cuyo puesto comando se encontraba en Bogaz y se constituía de tres batallones, una compañía, otra de abastecimientos y un departamento logístico.
  - un regimiento a dos batallones con puesto comando en el norte de Nicosia.

Frente a las fuerzas del enclave se posicionaban cinco batallones de infantería activos y cuatro de reserva con el apoyo inmediato de las tropas blindadas, mecanizadas, de artillería y comandos estacionados en la capital. La línea verde (flanco sur del enclave) estaba resguardada por el batallón 211, único con su dotación de personal al completo de toda la Guardia Nacional.
La disposición del enclave creaba serios trastornos para aquellos que quisieran viajar a Kyrenia. Los interesados, si no deseaban hacer un amplio rodeo, debían viajar bajo custodia de UNFICYP en horarios acordados. Los 22 km que distaban entre las dos ciudades en cuestión se transformaban en 55 cuando había que circular vía Myrthou o 40 vía Kythrea. Por otro lado, la fuerza de paz debía realizar las escoltas a los relevos semestrales del personal del contingente turco que se embarcaba en Famagusta.

## Enclave deChatos
Esta área era de vital importancia para los turcochpriotas pues albergaba una cantidad de villas de esa nacionalidad en una tierra fértil (llanura de Mesaoria). Para los grecochipriotas lo era pues contenía la fuente perenne de agua dulce más importante de la isla.
Protegido por un regimiento del TMT a dos batallones, su defensa presentaba problemas debido a la falta de obstáculos naturales, al dominio que presentaban las alturas de Pentadáctylos al norte y el camino Nicosia - Famagusta al sur, ambos bajo domino de la Guardia Nacional. Asimismo, poseía una pista de aviación fuera de servicio en Tymbou, apta para empleo con mal tiempo, pero fácilmente reparable.
Una sección del contingente Sueco de UNFICYP estaba destacado en Chatos con puestos en otros poblados.

## Enclave Kofinou – Ayios Theodoros
Este enclave, constituido en diciembre de 1963, estaba ubicado a unos 24 km al oeste de Lárnaca y comprendía las localidades de Kofinou y el sector turco de Ayios Theodoros. Su ubicación permitía interceder las rutas que conectaban Nicosia – Limassol – Lárnaca.
A mediados de noviembre de 1967 fue atacado y ocupado por tropas de la Guardia Nacional matando a 21 turcochipriotas.
El derramamiento de sangre provocó la reacción de Turquía que amenazó con la guerra a Grecia. El presidente Makarios debió replegar las tropas, expulsar a Georgios Grivas, comandante de la Guardia Nacional, y replegar a soldados griegos que excedían los acuerdos de 1960. Por otro lado, la situación lo convenció de lo lejos que estaba la Enosis.
El enclave, como varios otros en la región, desaparece luego de la invasión turca de 1974.

## Enclave de Famagusta
El barrio turcochipriota de Famagusta comprendía a la antigua ciudad amurallada y los suburbios de Baikal, Karaolis y Sakarya. Naciones Unidas mantenía varios puestos de control en el ingreso y en la zona desmilitarizada de los alrededores.
El barrio turcochipriota estaba protegido por un regimiento del TMT a tres batallones.
Con el inicio de la invasión turca a Chipre, unas 8000 personas se deben replegar a la ciudad amurallada. En el lugar hubo fuertes combates durante ambas fases de la Operación Atila. Sin embargo, los turcochipriotas no se rindieron.

## Enclave de Lárnaca
Lárnaca fue centro de tensión entre diciembre de 1963 y agosto de 1964. Una línea al cese al fuego se estableció en el límite oeste del barrio turcohipriota denominado Scala, materializada por la avenida Artemis que separaba las fuerzas del TMT de las de la Guardia Nacional.
El enclave era protegido por un regimiento del TMT a dos batallones.
Con el inicio de la invasión turca a la isla, los combates se expandieron en la ciudad. Se iniciaron conversaciones para lograr el alto el fuego que fracasaron el 210330 de julio de 1974. Fuertes combates se sucedieron con fuego de morteros y artillería por parte de la Guardia Nacional. UNFICYP trató de reinstalar un alto al fuego pero las tropas del gobierno reiniciaron su ataque a las 0900. A las 1030, los turcochipriotas se rinden.
Durante la tarde, grupos de turcochipriotas se refugian en instalaciones de UNFICYP. Las tropas gubernamentales amenazan atacarlas si no entregan a los refugiados.
Luego del alto al fuego del 22 de julio, 738 grecochipriotas permanecen bajo la protección de Naciones Unidas.

## Enclave de Limassol
El barrio turcochipriota de Limassol no estaba demarcada por fortificaciones. Allí ambas comunidades tenían más contacto entre sí que en otros enclaves.
Se encontraba protegido por un regimiento del TMT a dos batallones.
Con el inicio de la invasión turca a la isla, los combates se diseminaron en la ciudad. EL 202250, los turcochipriotas de la ciudad se rinden. La Guardia Nacional toma 1200 prisioneros.

## Enclave de Paphos
El enfrentamiento intercomunal en Paphos se inició el 7 de marzo de 1964. Entonces cientos grecochipriotas fueron tomados como rehenes, lo que provocó similar respuesta y un intento de invadir el barrio turco de la ciudad. Ello disminuyó considerablemente el sector controlado por los turcochipriotas, La intervención británica logró el alto al fuego dejando una zona de nadie que corría desde el centro de la ciudad hacia el oeste.
El barrio turcochipriota estaba protegido por un regimiento del TMT a dos batallones.
El 21 de julio, un gran número de personas se refugian en St. Patrick Camp de UNFICYP. En la ciudad, se logra un cese al fuego a las 0900. A las 1100 parece que toda resistencia turcochipriota cesó. Durante la mañana, la Guardia Nacional atacó la villa de Mandria. A la tarde cesa la resistencia en esta última localidad. La Fuerza Aérea Turca ataca Pafos con napalm.

## Península deKarpas
Esta península, aunque remota y poco desarrollada área, tenía su propia significancia debido a su proximidad con Turquía y a causa de su considerable población. Un batallón turcochipriota tenía su puesto comando en la villa de Galateia, en la base de la península. Su tarea, en caso de invasión turca, era de cerrar el accidente geográfico en su base y asistir a su conexión con los enclaves de Chatos y Famagusta.

## Lectura Complementaria
- Navidad Sangrienta en Chipre (1963)